# Trichorhina aethiopica
Trichorhina aethiopica là một loài chân đều trong họ Platyarthridae. Loài này được Arcangeli miêu tả khoa học năm 1941.